# Hopeless (película de 2023)
Hopeless (título original en coreano: Hwaran) es una película de thriller coreana de 2023 dirigida por Kim Chang-hoon. Cuenta la historia de Yeon-gyu, un joven que quiere deshacerse de la infernal realidad, y el gerente medio de la organización, Zhi Jian, y experimentan juntos en un peligroso mundo.

La película fue seleccionada para competir en la sección oficial (Un Certain Regard) de la 76° edición del Festival de Cannes.

## Reparto
- Hong Sa-bin como Yeon Gyu.[5]
- Song Joong-ki como Chi Geon.[5]
- Bibi como Kim Hayan.
- Jung Jae-kwang como Seung Mu.[6]
- Jung Man-sik como el dueño del restaurante chino.[6]
- Park Bo-kyung como Mo-kyung, la madre de Yeon-gyu.[6][7]
- Kim Jong-soo como Joong-beom, el jefe de la organización.[6]

## Desarrollo

### Rodaje
El rodaje comenzó el 13 de septiembre de 2022 y duró 3 meses finalizando el 12 de diciembre en Paju, Gyeonggido.